# Das Cafe zu den gefallenen Engeln
Das Cafe zu den gefallenen Engeln ist ein US-amerikanisches Stummfilmdrama aus dem Jahr 1924 von James Cruze mit Louise Dresser und Ricardo Cortez in den Hauptrollen. Der Film wurde von der Famous Players-Lasky Corporation produziert und basiert auf der Kurzgeschichte Mother O’Day von Leroy Scott.

## Handlung
Mother O’Day führt ihre Kneipe in der Bowery weiter, nachdem ihr Mann Tim bei einer Kneipenschlägerei getötet wurde. Da sie sich für ihre Tochter Molly ein besseres Umfeld wünscht, bringt sie das Baby im Haus von Mrs. Kendall unter, einer kultivierten Dame der Gesellschaft. 

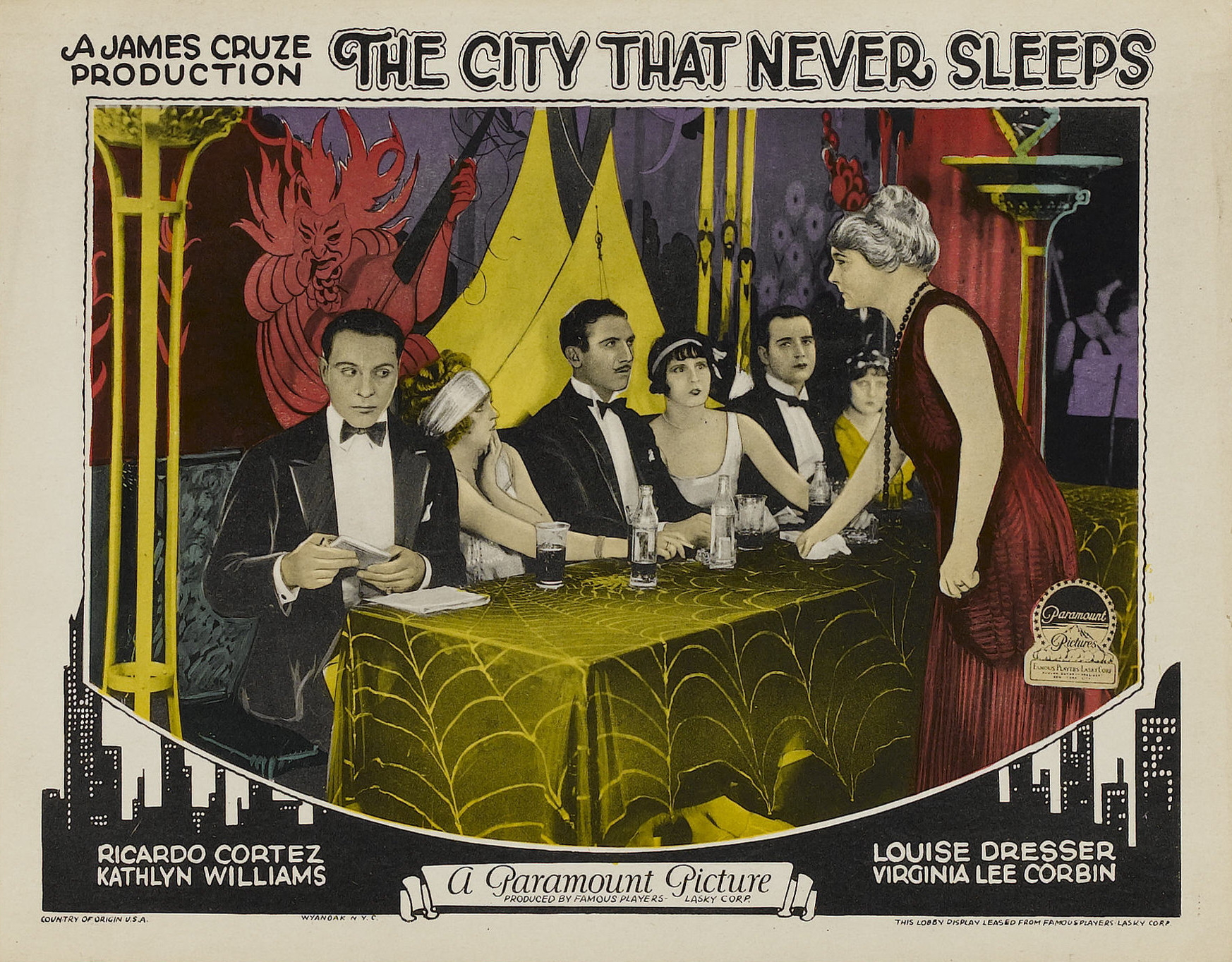
Koloriertes Aushangfoto

Jahre später, in der Prohibitionszeit, ist aus Mother O’Days Kneipe ein Kabarett geworden, das von Molly inzwischen eine selbstsüchtige, versnobte Flapperin, und ihren Freunden, zu dem auch der Abenteurer Mark Roth gehört, frequentiert wird. Mother O’Day weiß, dass Roth ein Gauner ist. Mit Hilfe des Reporters Cliff Kelley, Mollys Jugendliebe, entlarvt sie ihn. Molly erkennt schließlich ihre Mutter und ist wieder glücklich mit ihr vereint.

## Hintergrund
Gedreht wurde der Film bis Ende August 1924.
Da keine Kopien der sechs Filmrollen existieren, gilt der Film als verschollen.

## Veröffentlichung
Die Premiere des Films fand am 7. September in New York statt. 1925 kam er in Österreich in die Kinos.

## Kritiken
Der Kritiker der The New York Times  befand, dass das Thema interessant und hinsichtlich der Argumentation recht logisch sei. Obwohl es sich zweifellos um ein melodramatisches Werk handele, sei es dennoch eine starke Unterhaltung durch die einfallsreiche und kluge Regie von James Cruze.